# Polski Ośrodek Katolicki w Leamington Spa
Polski Ośrodek  Katolicki w Leamington Spa – ośrodek katolicko-kulturalny w Wielkiej Brytanii.
Powstał w 1968 roku z inicjatywy przebywających w tym mieście na emigracji, byłych żołnierzy Polskich Sił Zbrojnych na Zachodzie. Ośrodek mieści się w budynku dawnego ratusza i należy do Polskiej Misji Katolickiej Skupia członków pokolenia wojennego, ich potomków oraz reprezentantów wielkiej emigracji XXI w.

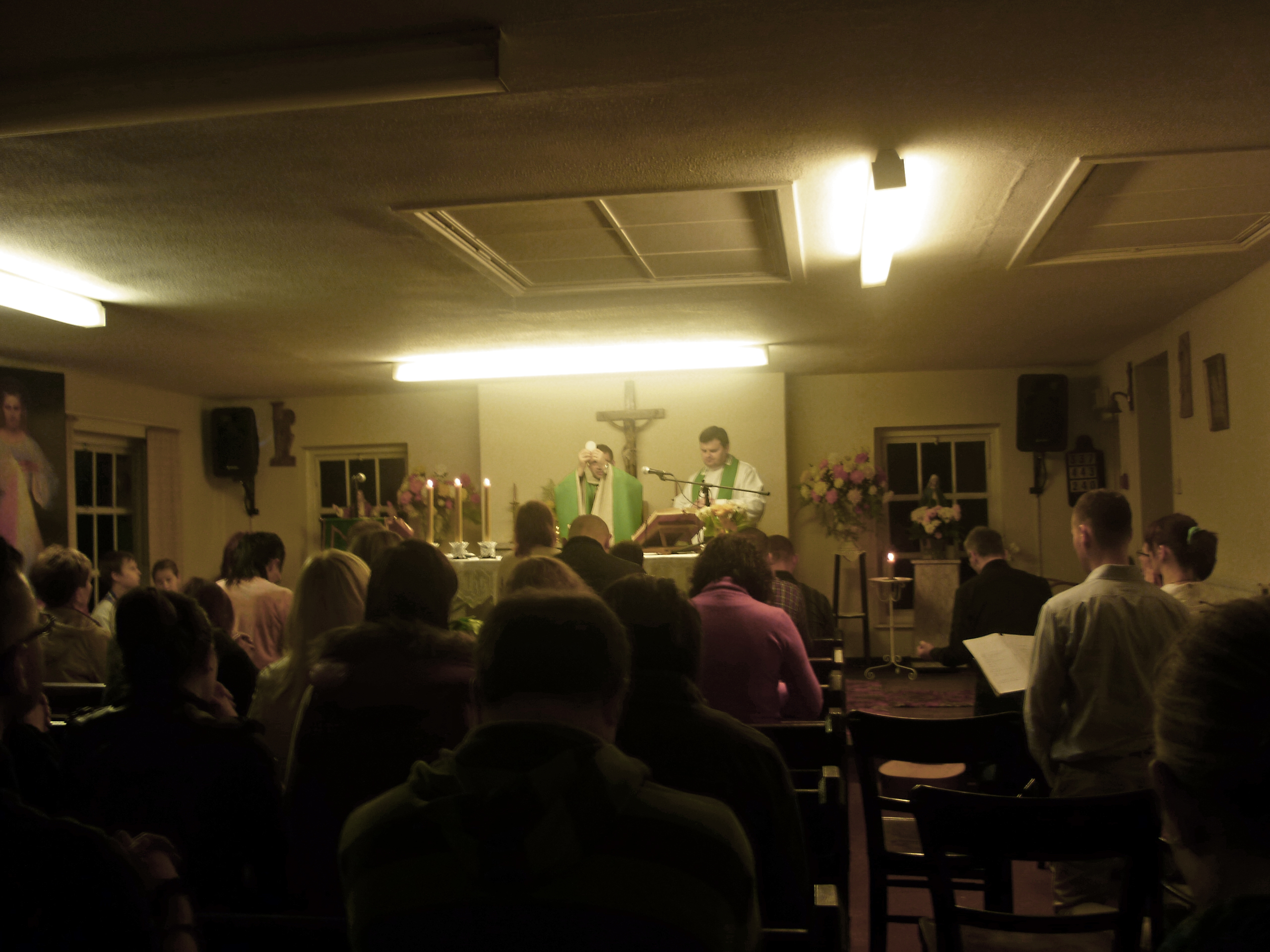
Msza Święta w kaplicy Ośrodka. Październik 2013 r.

## Historia
Polski Ośrodek Katolicki w Leamington Spa powstał z chwilą zakupu obiektu w 1968 roku. Jego historia sięga jednak korzeniami końca lat 40. XX w., kiedy – z inicjatywy Stanisława Czarzastego – przebywający w tym mieście polscy emigranci utworzyli najpierw drużynę piłkarską, a później Klub Piłkarski „Syrena”. Po kilku latach działalności, w trakcie których funkcjonujące przy klubie dwie drużyny ping-pongowe zaczęły odnosić sukcesy sportowe i weszły do miejscowej ligi angielskiej, klub rozwiązano.
Równocześnie od początku lat 50. zaczęto w mieście organizować polski ośrodek duszpasterski. Początkowo msze św. odbywały się w prowizorycznej kaplicy urządzonej w baraku, a od 1955 roku w sali klubu parafialnego przy angielskim kościele św. Piotra. Powstało też Koło Rodzicielskie utrzymujące szkołę języka polskiego, a z pozyskanych prywatnych księgozbiorów zaczęto tworzyć bibliotekę. Brak było jednak jednostki nadrzędnej, koordynującej poszczególne działania i zrzeszającej wszystkich przebywających na tym terenie Polaków.
W 1961 roku powołano centralną organizację o nazwie „Polskie Koło Katolickie w Leamington Spa”, zwaną w skrócie PKK. W pierwszych latach poza działalnością religijną i kulturowo-społeczną skupiono się na zdobyciu środków na kupno obiektu i utworzeniu własnego ośrodka. Nastąpiło to w czerwcu 1968 roku, przy wydatnej pomocy ówczesnego proboszcza, ks. prałata Józefa Gołąba, który pożyczył zarządowi Koła swoje odszkodowanie, uzyskane od rządu zachodnioniemieckiego za lata spędzone w obozach koncentracyjnych.
Zakupiono budynek, który w przeszłości pełnił funkcję ratusza. Obiekt poza walorami użytkowymi miał też dla miejscowych Polaków, znaczenie emocjonalne. W 1830 roku, w jego murach na oficjalne zaproszenie rezydującego w Lemington Spa, Księcia Ludwika Napoleona, późniejszego cesarza Napoleona III, gościł płk Kazimierz Oborski. Po przeprowadzeniu remontu oraz modernizacji wnętrz, 15 listopada 1969 roku nastąpiło poświęcenie ośrodka i otwarcie Polskiego Klubu Katolickiego. Jedna z sal budynku zaadaptowana została na kaplicę.
W ośrodku utworzono salę klubową z bufetem oraz świetlicę, do której trafił zgromadzony księgozbiór. Licząca ponad 1000 wolumenów biblioteka, zarejestrowana została przez Bibliotekę Polską, Polskiego Ośrodka Społeczno – Kulturalnego w Londynie. Osobne pomieszczenia przygotowano dla Szkoły Języka Polskiego oraz polskiego sklepiku.

## Działalność
Zadaniem utworzonego w 1961 roku Polskiego Koła Katolickiego w Leamington Spa było utrzymanie i rozwój tożsamości narodowej wśród  osiadłych w mieście polskich emigrantów, a z czasem krzewienie kultury polskiej wśród ich rodzin i potomków. W tym celu organizowano spotkania, akademie, odczyty, wycieczki i zabawy. Były Zapusty, Święconki, Spotkania Opłatkowe, spotkania ze św. Mikołajem, uroczyste obiady, procesje w Boże Ciało, pokazy polskich filmów i wystawy polskich artystów żyjących na emigracji. Na terenie ośrodka odbywały się też liczne recitale i spektakle teatralne. Ogromną rolę w organizacji tych imprez odegrały panie.
Choć działały od samego początku, to dopiero w 1972 roku oficjalnie powołano Koło Pań. Z czasem wspólnie z Klubem Katolickim zaczęły urządzać pielgrzymki, wycieczki krajoznawcze i zabawy taneczne. Z chwilą rozbudowy ośrodka i zakupu stołu do bilardu powstał zespół bilardowy, który z powodzeniem zaczął brać udział w rozgrywkach miejscowej Ligi. Członkowie PKK włączali się też w życie społeczno – kulturalne miasta i brali czynny udział w uroczystościach związanych z Remembrance Sunday.
Na przestrzeni lat zmienił się też wygląd kaplicy. Zakupiono nowe ławki, a w okna wstawiono kolorowe szyby. Od początku w każdą niedzielę oraz w święta odprawiane są msze św., a także nabożeństwa różańcowe i majowe. Przy kaplicy działa Koło Różańcowe. Wierni mieli możliwość uczestnictwa w odpustach w Fawley Court, Pitsford oraz w Hednesford. W 1982 roku zorganizowano specjalny wyjazd na spotkanie z papieżem Janem Pawłem II, które odbywało się na stadionie Crystal Palace w Londynie.
Od samego początku dbano o dzieci i młodzież. Poza nauką języka polskiego i historii odbywały się zajęcia dotyczące tradycji narodowych, kultury polskiej oraz pokazy polskich filmów dla dzieci. Organizowano wycieczki i obozy dla zuchów. Przez kilka lat przy ośrodku działały: zespół taneczny i drużyna harcerska. Potomkowie polskich emigrantów uczestniczyli też w festiwalach polskiego folkloru. Obchodzono też polskie święta narodowe, jako choćby rocznice Konstytucji Majowej, napaści niemiecko – sowieckiej na Polskę, czy Święta Niepodległości.
Członkowie PKK interesowali się też sprawami polskimi. Manifestowali przeciw komunistycznemu reżimowi w trakcie wypadków grudniowych w 1970 roku, angażowali się w sprawę katyńską, popierali strajkujących  robotników hojnie wspomagając powstałe w latach 80. liczne Fundusze, m.in. Fundusz Wolności Słowa, Fundusz Pomocy Polsce, Medical Aid for Poland i Fundusz Doraźnej Pomocy Polsce. W tym ostatnim przypadku, ośrodek okazał się drugim co do hojności ośrodkiem polskim w Anglii. Polski Ośrodek Katolicki w Leamington Spa od początku swego istnienia współpracował z rządem RP na uchodźstwie oraz z innymi organizacjami emigracyjnymi na terenie Wielkiej Brytanii. Nieżyjący już minister rządu RP na uchodźstwie – Zbigniew A. Scholt, przez 20 kadencji pełnił funkcję prezesa ośrodka. Obecnie w ośrodku nadal działają emigranci z lat powojennych, ich potomkowie, a także przedstawiciele współczesnej emigracji. Jednym z działaczy o najdłuższym stażu był współzałożyciel ośrodka, a w latach 1985-2015 jego główny księgowy i skarbnik, Walerian Przeniczka. Od 2002 roku prezesem jest prof. Stanisław Librowski.